# Hybomitra kaurii
Hybomitra kaurii är en tvåvingeart som beskrevs av Chvala och Lyneborg 1970. Hybomitra kaurii ingår i släktet Hybomitra och familjen bromsar. Arten är reproducerande i Sverige. Inga underarter finns listade i Catalogue of Life.